# Badacsony
A Badacsony a Tapolcai-medence legmagasabb tanúhegye, amely a Balaton északi partján magasodik Badacsonytomaj mellett. A nagyjából kör alakú hegy kerülete 11 km. Oldalát 280 méteres magasságig – szőlőtermesztésre kiválóan alkalmas – különféle laza üledékek borítják, efelett szürke bazaltsziklák és kőfolyások bukkannak elő az erdő sűrűjéből.
Keletkezéstörténete a medence többi tanúhegyével közös: a kb. 11 millió évvel ezelőtt beltengerré záródó és kiédesedő Pannon-tenger lerakódott üledéke felett mintegy 4,5 millió évvel ezelőtt megindult vulkanikus tevékenység alkotta bazaltalakzatokból alakultak e hegyeink, amikor az őket körülvevő üledéket az erózió elhordta.
A vulkanikus eredet alapvetően befolyásolja a hegy növényvilágát, ugyanis a napsütéstől jobban felmelegedő sötétebb kőzetek miatt mikroklímája – főleg a délies kitettségű meredek sziklafalakon – környezetéénél enyhébb, így intrazonális társulásoknak, szubmediterrán fajoknak is kedvez. Emellett a hegyoldal elváló, és kőfolyásokban, kőtengerekben elterülő bazalttörmelékén különféle törmeléklejtő-társulások telepedtek meg. Az élőhelyek ezen változatossága a növényzet kimagasló fajgazdagságát eredményezte.
A hegyről látványos panoráma nyílik a Balaton nyugati medencéjére, illetve a déli partján fekvő Fonyódra, észak felé pedig a Tapolcai-medencére, emellett turisztikai jelentőségét növeli hagyományos borvidéke és a Balaton partjának közelsége. A hegyen áthalad az Országos Kéktúra Balaton-felvidéki szakasza és a Balaton-felvidéki Kéktúra, a hegyen Kuruc-út néven tematikus tanösvény vezet.

## Földrajza

A Badacsony és környékének térképe

### Fekvése

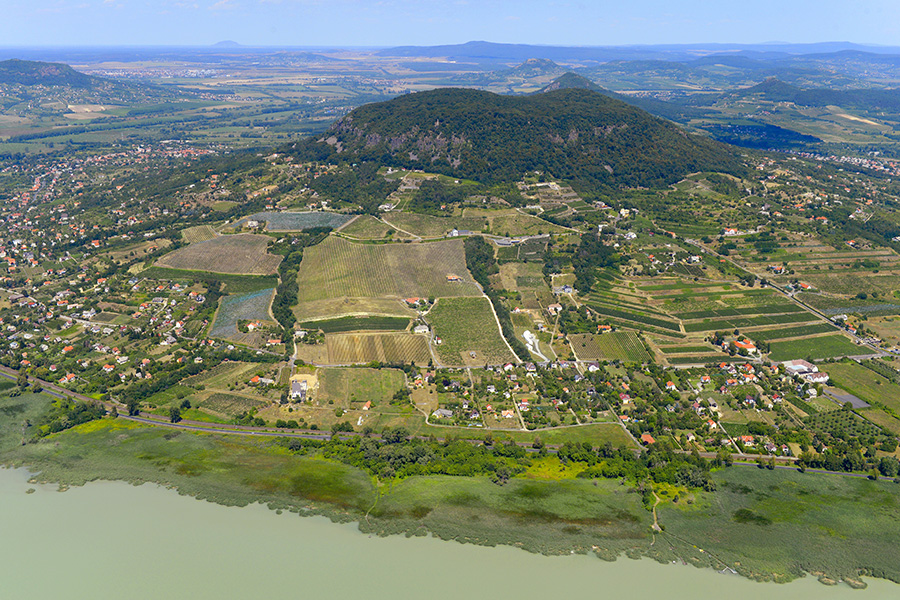
A Badacsony látképe madártávlatból

A Badacsony a Dunántúli-középhegység nagytáj, a Bakony-vidék középtáj (Bakony), azon belül a Badacsony–Gulács-csoport kistáj részét képezi. A térség legimpozánsabb tanúhegye közvetlenül a Balaton partján, két öböl között található. A közel kör alakú hegy kerülete kb. 11 km, észak-déli irányban kissé megnyúlt tetőrégiójának átmérője 1–1,5 km, legmagasabb pontjának tengerszint feletti magassága 437,4 m.
A hegyet a tóparton délkelet felől Badacsonytomaj, délnyugat felől Badacsonylábdihegy, nyugat felől Badacsonytördemic településrészei keretezik, északi lejtői és a plató egy része pedig Nemesgulács közigazgatási területéhez tartozik. Kelet, dél és nyugat felől is a 71-es főút, illetve a 7341-es út (a balatoni „római út”), észak felől pedig a 7316-os út húzódik mellette.
Környezetében találhatók a Tapolcai medence további látványos tanúhegyei is, így például a Szent György-hegy, a Tóti-hegy, a Csobánc, a Gulács és a Haláp.

### Éghajlata
A hegy éghajlati zónák találkozásánál áll: itt húzódik a mérsékelten nedves-mérsékelten hűvös, valamint a mérsékelten száraz-mérsékelten meleg klíma határa. Az éghajlati tagoltság a hegy lejtőinek növényvilágán közvetlenül megfigyelhető; a déli, délnyugati részek szubmediterrán vonásokat mutatnak, míg az északi lejtőkön hegyvidéki hatás érvényesül.[forrás?]
Az évi csapadékösszeg 650 mm körüli, de a szélnek kitettebb északnyugati tetőrészeken megközelíti a 700 mm-t is. A déli lankákon a napsütéses órák száma meghaladja a 2000-et.

### Kialakulása

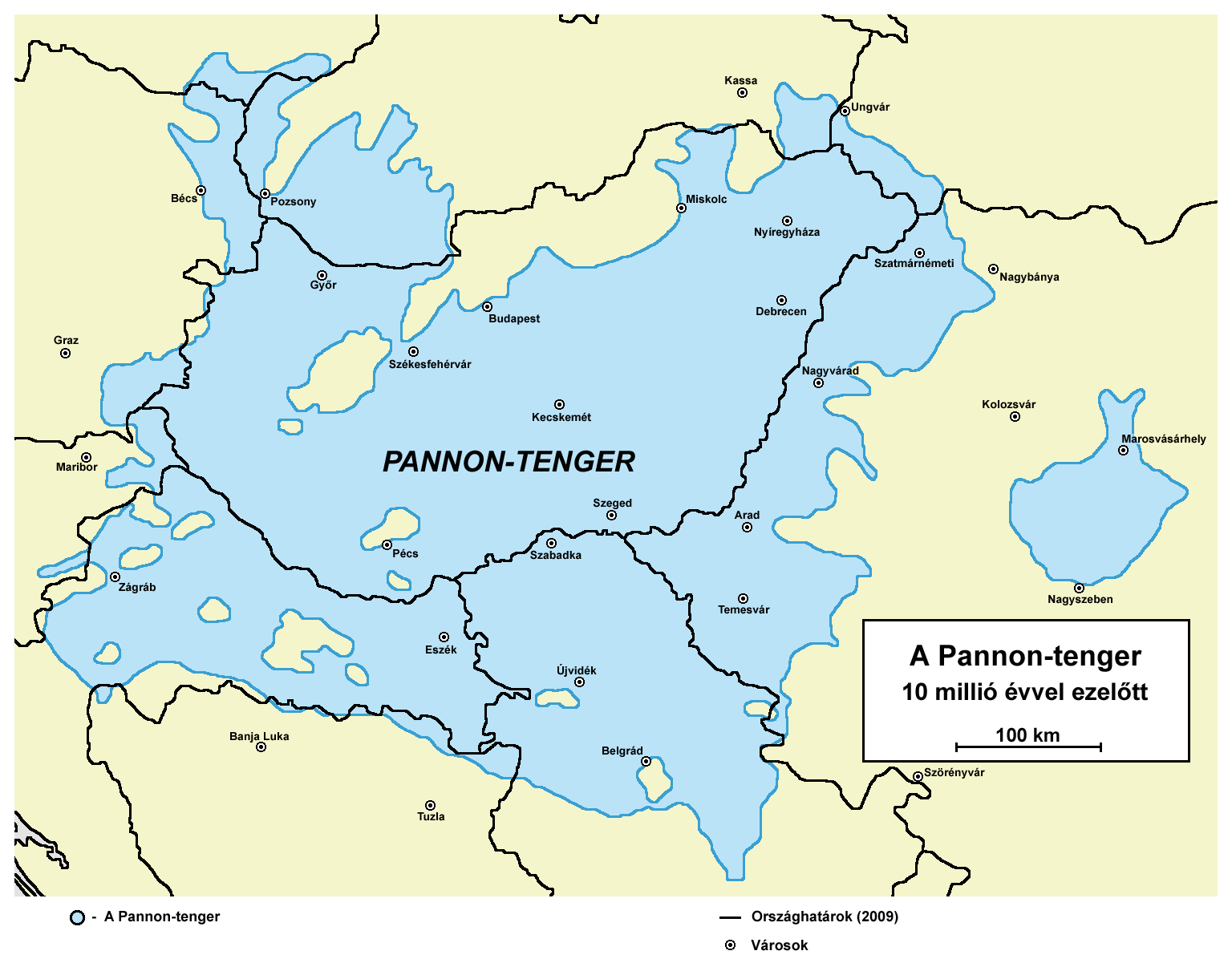
A Pannon tenger 10 millió évvel ezelőtti elhelyezkedése a mai államhatárokhoz képest

260 millió évvel ezelőtt, a földtörténeti óidő, a paleozoikum vége felé a mai Tapolcai-medence területét kavicsos-homokos üledék borította. A szomszédos Örsi-hegy tömegét e réteg összecementálódott anyaga adja. A triász időszakában a Tethys-óceán öntötte el a vidéket. Az ekkor lerakódott agyagos, meszes, dolomitos iszap szilárdult meg később márgává, mészkővé illetve dolomittá.
A következő 190 millió év földtörténeti nyomait jószerével eltüntette későbbi lepusztulásuk, így biztosat újra csak a miocéntól tudhatunk. Mintegy 20 millió évvel ezelőtt földszerkezeti mozgások hatására a Tapolcai-medence süllyedni kezdett, míg a környezetében a Keszthelyi-hegység és a Balaton-felvidék kiemelkedett. A medencét félig sós vizű miocén tenger öntötte el. Kb. 11 millió évvel ezelőtt, mikor a világtengerektől elzáródott, az itt kialakuló Pannon-tenger fokozatosan kiédesedett, majd beltóvá alakult.
A tanúhegyek kialakulásának kezdete a Pannon-tenger homokos-agyagos üledékének lerakódásával egy időben, 4,5 millió évvel ezelőtt megindult vulkáni tevékenység volt, amely kb. 3 millió éve csendesedett el. Az eddigre üledékkel rétegzett medence kiszáradt és kiemelkedett, amit az üledék lepusztulása követett. A laza, cementálatlan anyagot a víz és a szél eróziója elhordta, míg a bazaltvulkanizmus megmaradó képződményeiből kialakultak a ma ismert tanúhegyek.
A Badacsony, a Szent György-hegy és a Csobánc szélein a kőzet érdekes elválási formái, a bazaltkő-zsákok láthatók. A hegyoldaltól lemezesen elváló bazaltorgonák, és a Badacsony bazaltalakzatai alatt törmelékes kőfolyások, kőtengerek alakultak.

### Növényzete

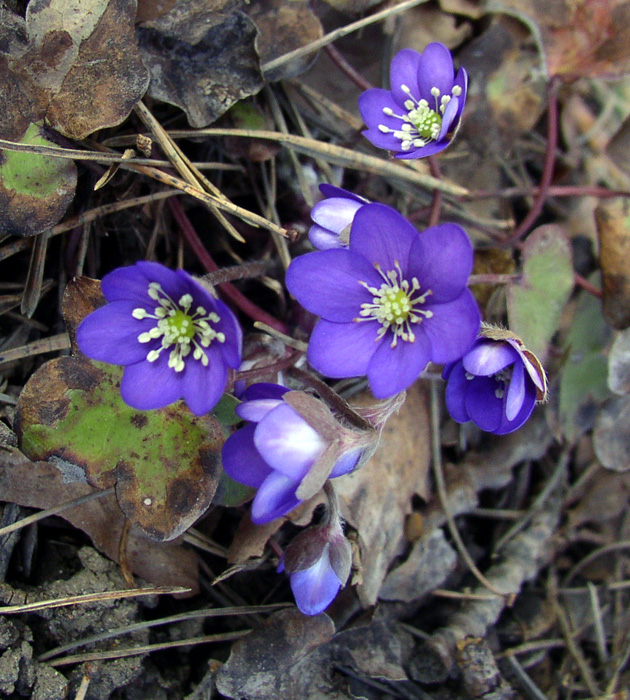
Nemes májvirág

Növényföldrajzilag a Balaton-felvidék más részeivel együtt a Badacsony a Balatonicum flórajáráshoz tartozik. Zonális társulásai közül a cseres-tölgyes és a gyertyános–tölgyes társulások jellemzőek, bár előbbi kisebb területekre szorult vissza, ugyanis a neki kedvező, alacsonyabb fekvésű területeken az intenzív szőlészeti tájhasználat jellemző. A Badacsony jellegzetessége a Tapolcai-medence más tanúhegyeihez képest, hogy lapos platóját összefüggő, jellemzően gyertyános-tölgyes erdőség borítja. A tető eróziótól védett területein így rozsdabarna erdőtalaj és erdei vegetáció alakulhatott ki. [forrás?]
A tanúhegyeken a különleges élőhelyek jelenléte változatos intrazonális társulások megtelepedéséhez is vezetett. A törmeléklejtők, illetve az északi sziklafalak hűvösebb mikroklímája például a hársas törmeléklejtő-erdők megjelenésének kedvez, amely a Badacsonyon is megfigyelhető. A délies kitettségű meredek sziklafalakon sajmeggyes bokorerdők és molyhos-cseres tölgyes állományok élnek, ezen kívül kisebb foltokban értékes szilikát-sziklagyepek is megfigyelhetők. A legaktívabban mozgó kőfolyásokon olykor néhány pionírfajból álló törmeléklejtő-növényzet alakult ki. A folyamatos lemosódás a lejtőkön megtelepedő erdők alatt erubáztalaj kialakulásához vezetett.

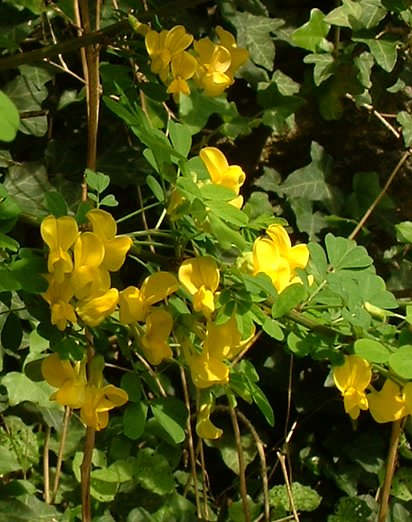
Pukkanó dudafürt

A növényzet fajgazdagságát elősegíti az az enyhébb mikroklíma, amit a Badacsony dél felőli nyitottságának, illetve a sötét (emiatt a napfénytől jobban felmelegedő) bazaltkőzetnek köszönhetünk. A melegkedvelő (szubmediterrán területeken elterjedt) fajok legnagyobb gazdagsága a Szent György-hegyen tapasztalható (11 faj), de az efféle sokszínűség a Badacsonyon és a Csobáncon is tapasztalható (10-10 faj). Kiemelendő a kopár törmeléklejtők jellemző faja, a fehér varjúháj, a barnásvörös, illetve a felfújt hüvelytermésű pukkanó dudafürt. A hegy platójának délkeleti peremén a kialakuló molyhos-cseres tölgyes társulás melegkedvelő virágos kőris (Fraxinus ornus) és molyhos tölgy (Quercus pubescens) állományai jellemzőek. [forrás?]
A hegyen 11 védett növényfaj él. Ezek közül kiemelkedőek a sziklai ternye (Aurinium saxatile) és a sárga kövirózsa (Sempervivum globiferum subsp. hirtum) jelentős állományai. A sziklafalak repedéseiben megjelenik a ritka magyar pikkelypáfrány (Ceterach javorkaeanum). Emellett védettek még a deres csenkesz (Festuca pallens), a tarka nőszirom (Iris variegata), az erdei deréce (Epilobium angustifolium), a piros madárbirs (Cotoneaster integerrimus), a mediterrán eredetű pirítógyökér (Tamus communis L. ), a kora tavasszal kék szőnyeget alkotó májvirág (Anemone hepatica), a selymes peremizs (Inula oculus-christi L.), illetve a ritka vesepáfrány (Polystichum tsussimense).

### Állatvilága

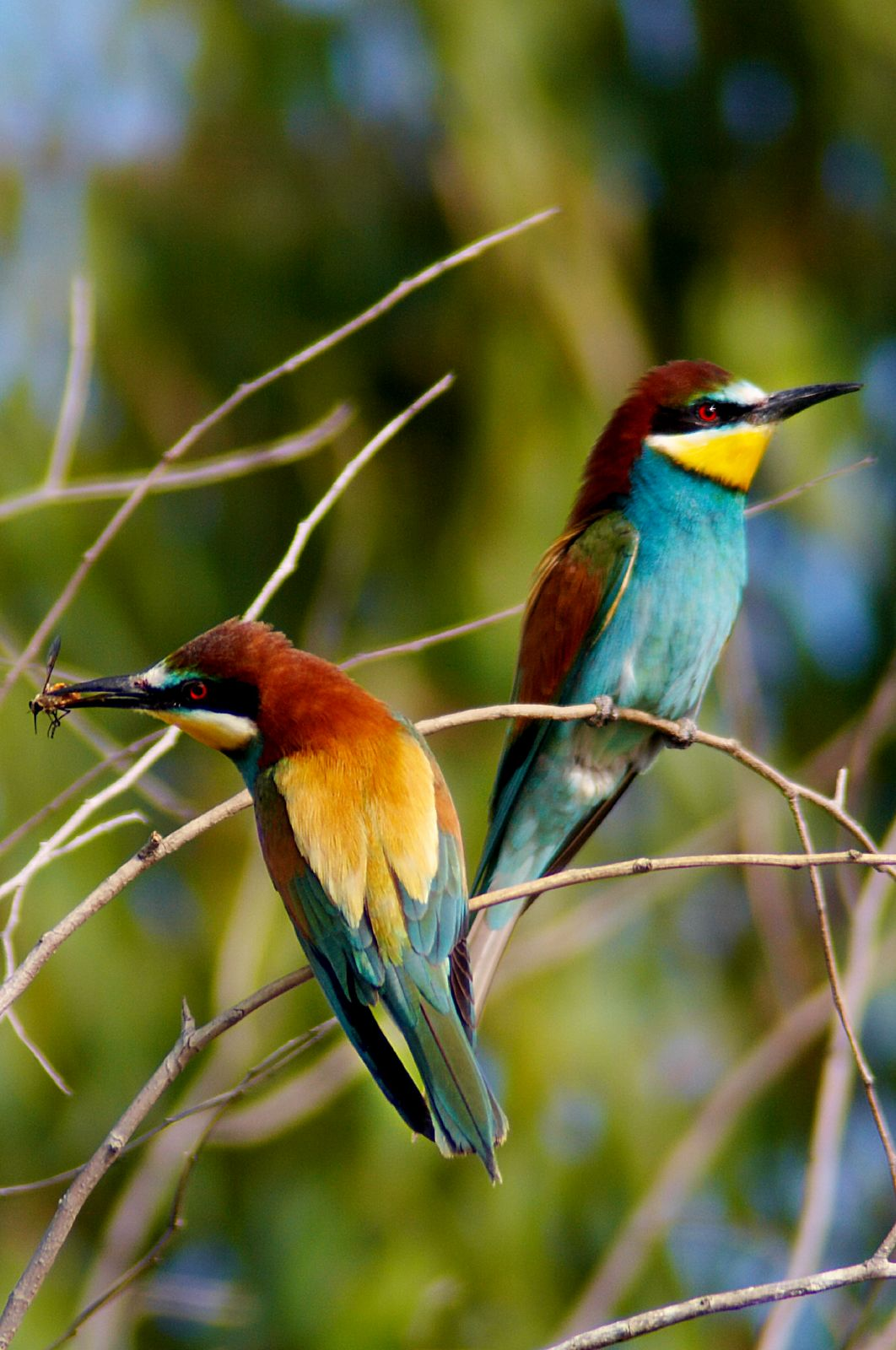
Gyurgyalagok

A Badacsony a többi környékbeli tanúheggyel együtt a Közép-dunai faunakerület Ősmátra (Matricum) faunakörzetébe, a Dunántúli-középhegység (Pilisicum) faunajárásába, és a Balaton-felvidék faunakistájba sorolható. A hegy ökológiai jellemzőit nagyban átszabta az 1900-as évek elejétől folyó bányásztevékenység. Ettől fogva viszonylag jól elkülöníthetően három élőhelytípus lett jellemző a hegyen: a szőlő, az erdő és a bányaterületek.

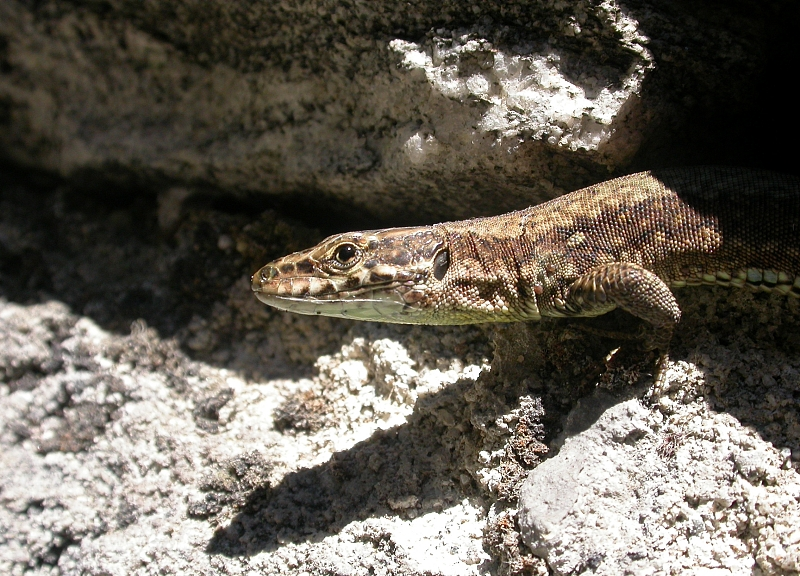
A sziklarepedések és törmeléklejtők jellemző lakója a fali gyík

A hegyek zoológiai feltárása nem kimerítő, különös tekintettel a terület kétéltű-, hüllő- és emlősfaunájára. Emellett megjegyzendő, hogy a vízhez kötött életű kétéltűek számára a Badacsony nem ideális élőhely, ami szintén indokolhatja a megfigyelések, leírások ritkaságát. Mindazonáltal a Klastrom-kút körzetében, illetve a hűvösebb mikroklímájú Kőkapunál erdei békák (Rana dalmatina) figyelhetők meg. Emellett a mediterráneum szárazabb vidékeire jellemző fali gyík (Podarcis muralis) is előfordul a sziklásabb területeken, és az esetenként akár 40 centiméteresre növő zöld gyík (Lacerta viridis) is megél a tanúhegyeken. A kígyók közül kis számban előfordulhat a hegyeken vízisikló (Natrix natrix) és rézsikló (Coronella austriaca), ám mérges kígyó a hegyen nem található. Emlősök közül előfordulnak kisebb rágcsálók, például mókusok.

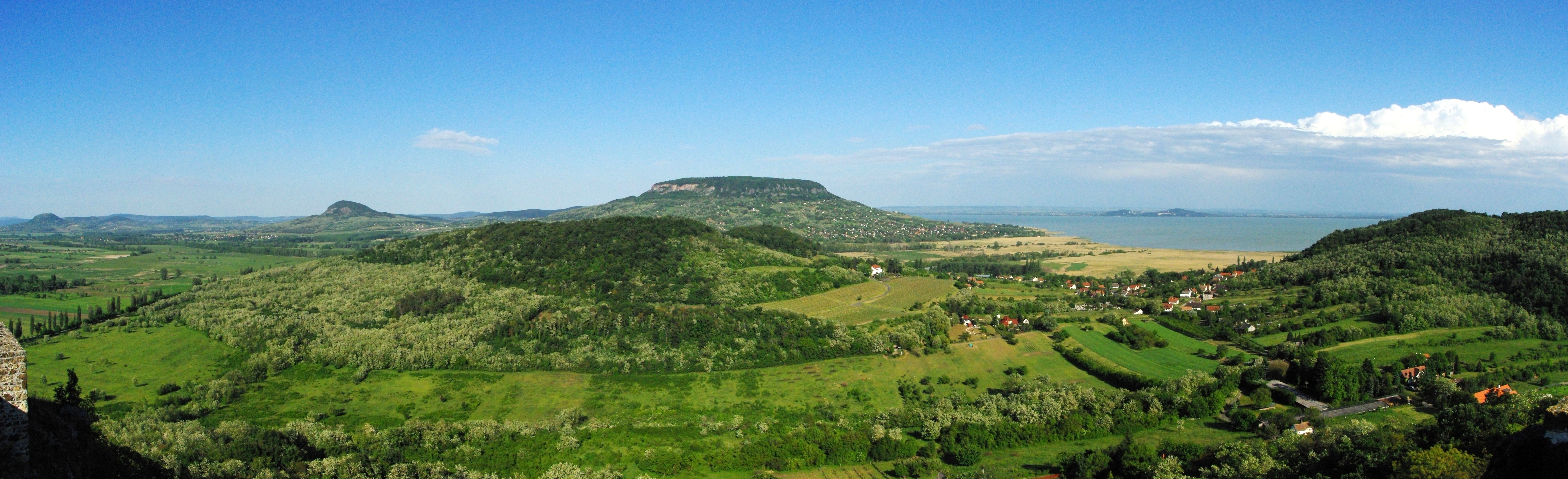
A Badacsony a szigligeti várból

A kétéltűek és hüllők állományairól rendelkezésre álló kis számú leírással szemben a terület madárvilágáról például Chernel István, Horváth Lajos, Keve András és Schmidt Egon kutatásai nyomán léteznek részletes tanulmányok. A Badacsonyban Chernel végezte az első madárvonulási megfigyeléseit 1917-ben. A hegyen védett hollófajok költenek, emellett a tanúhegyek változatos élőhelyein vörös vércse (Falco tinnunculus), gyurgyalag (Merops apiaster), kövirigó (Monticola saxatilis) fészkel.

## Történelme

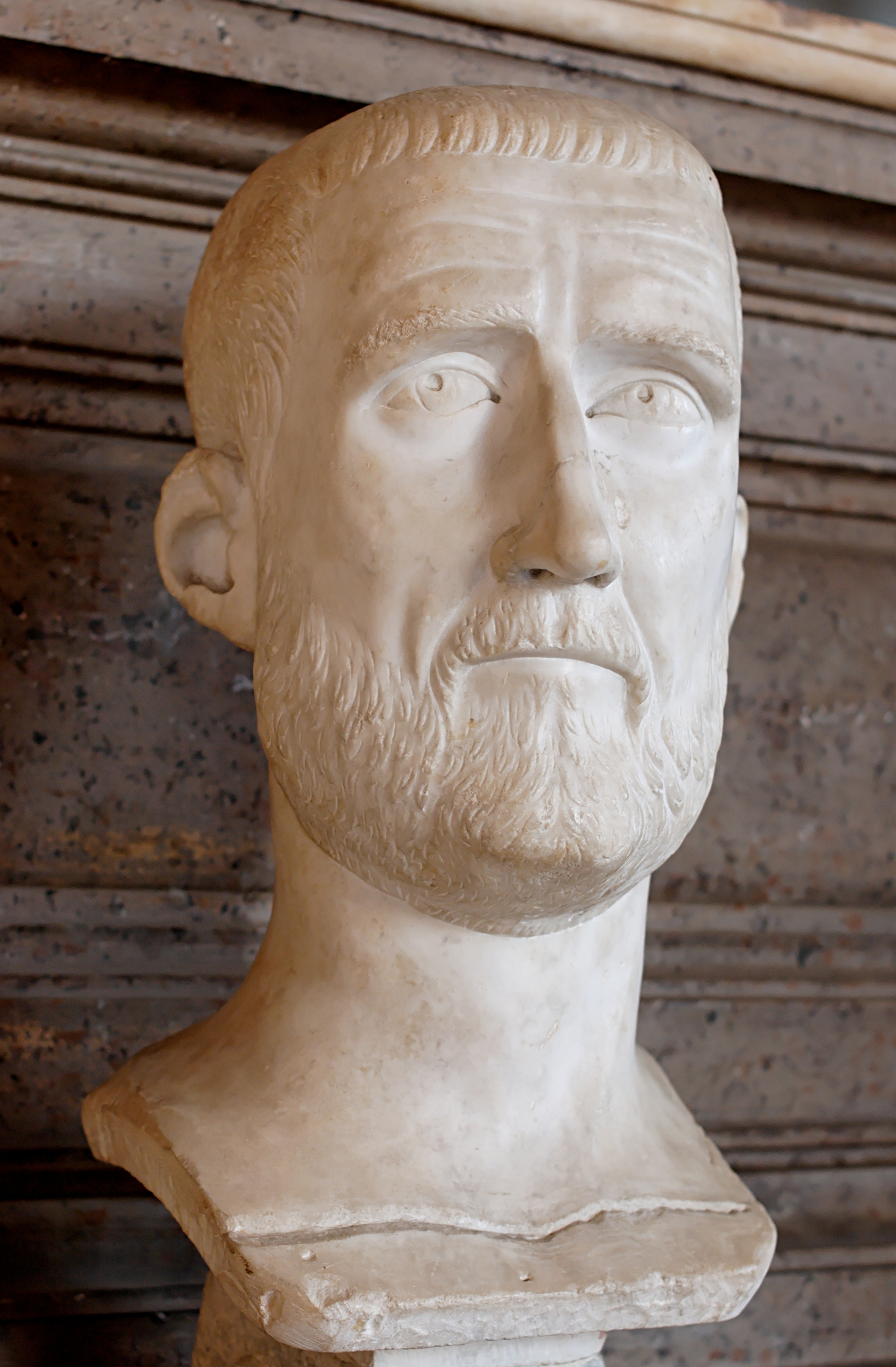
A pannóniai bortermelésről rendeletet hozó Probus császár mellszobra

### A szőlőtermesztés és bortermelés kezdetei
A területen a római kortól kezdve jellemző lehetett a szőlőtermesztés és a bortermelés, amire a Római Birodalom e területre vonatkozó rendeletei és ásatási leletek alapján következtettek. Domitianus római császár 92-ben egy év szűk gabonatermése miatt egy rendeletében korlátozást vezetett be a szőlőültetésre Pannónia provinciában, amelyet a pannóniai születésű Probus császár a 3. században feloldott.
A szőlőkultúra Pannóniában az 5. század népvándorlásai alatt is fennmaradt, és a honfoglaló magyarok is folytatták a fellelt, gazdag hagyományú szőlőtermelést ezeken a vidékeken.

### A honfoglalás kora, a középkor, és a kora újkor
A honfoglalást követően a Balaton környéke előkelő nemzetségek kezére került, amiről településnevekben fellelhető Lád, a Kál, a Keszi tagok tanúskodnak. Ennek egy példája a hajdani Lád község, amely ma a Badacsonytördemichez tartozó Badacsonylábdihegynek felel meg. Badacsonytomaj neve a Taksony fejedelem ideje alatt hazánkban letelepedő Tomaj nemzetségre utal, amely Tonuzoba besenyő vezértől eredeztethető. Amikor 997-ben István állt a törzsszövetség élére, és ezt követően kirobbant Koppány somogyi lázadása, Tomaj István mellé állt. Ezen szolgálatáért Somogy mellett Zala vármegye területén jelentős birtokadományokat kapott, köztük Lesencetomajt, Badacsonytomajt és Cserszegtomajt.
A környező falvak nevében is megtalálható hegynév eredete nem tisztázott. Valószínűleg a pannonszláv 'voda' (= víz) és 'čunj' (= rév) szavak összetételéből keletkezett (ahol a 'víz' a Balaton tavát/vizét jelöli). Ránk maradt első írásos említése 1263-ból származik. Az oklevél, amelyben a Bodochun helynév szerepel, II. Pál veszprémi püspöknek IV. Orbán pápa utasítására a remeteközösségek körében tett látogatása után keletkezett. (Bodochun tehát eredendően nem a hegy neve volt, hanem a településé, amelyhez tartozott.)
A 13. századtól a terület legfőbb gazdasági erejét adó szőlőtermesztés javarészt egyházi kézben folytatódott. A 18–19. századra a badacsonyi ürmösbor országos ismeretségre tett szert.

### Művészek a Badacsonyon
A Badacsony népszerűségének fontos forrása Kisfaludy Sándor költészete. A költő-polihisztor egy 1795-ös badacsonyi szüreten ismerkedett meg mezőszegedi Szegedy Rózával (*Kám, Vas vármegye, 1774. április 6. – Sümeg, 1832. május 18.), kettejük szerelme pedig bő alapanyagul szolgált a hegyről és környezetéről szóló költeményeihez. Ma is számtalan legenda kötődik személyükhöz. Kisfaludy egykori kúriáját 1951-ben emlékházzá alakították.
A környék jellegzetes tája, a szőlőtermelő községek, és a természeti szépségek később is vonzották a művészeket. Egry József 1928-ban költözött Badacsonyba, de e táj nagy hatással volt Keresztury Dezső nyugatos íróra, továbbá Udvardi Erzsébet, Jankovich Ferenc, Tamás István, Bertényi Iván, Lissák György, Pauler Gyula, Herczeg Ferenc művészetére.

### Bányászat és internálótábor

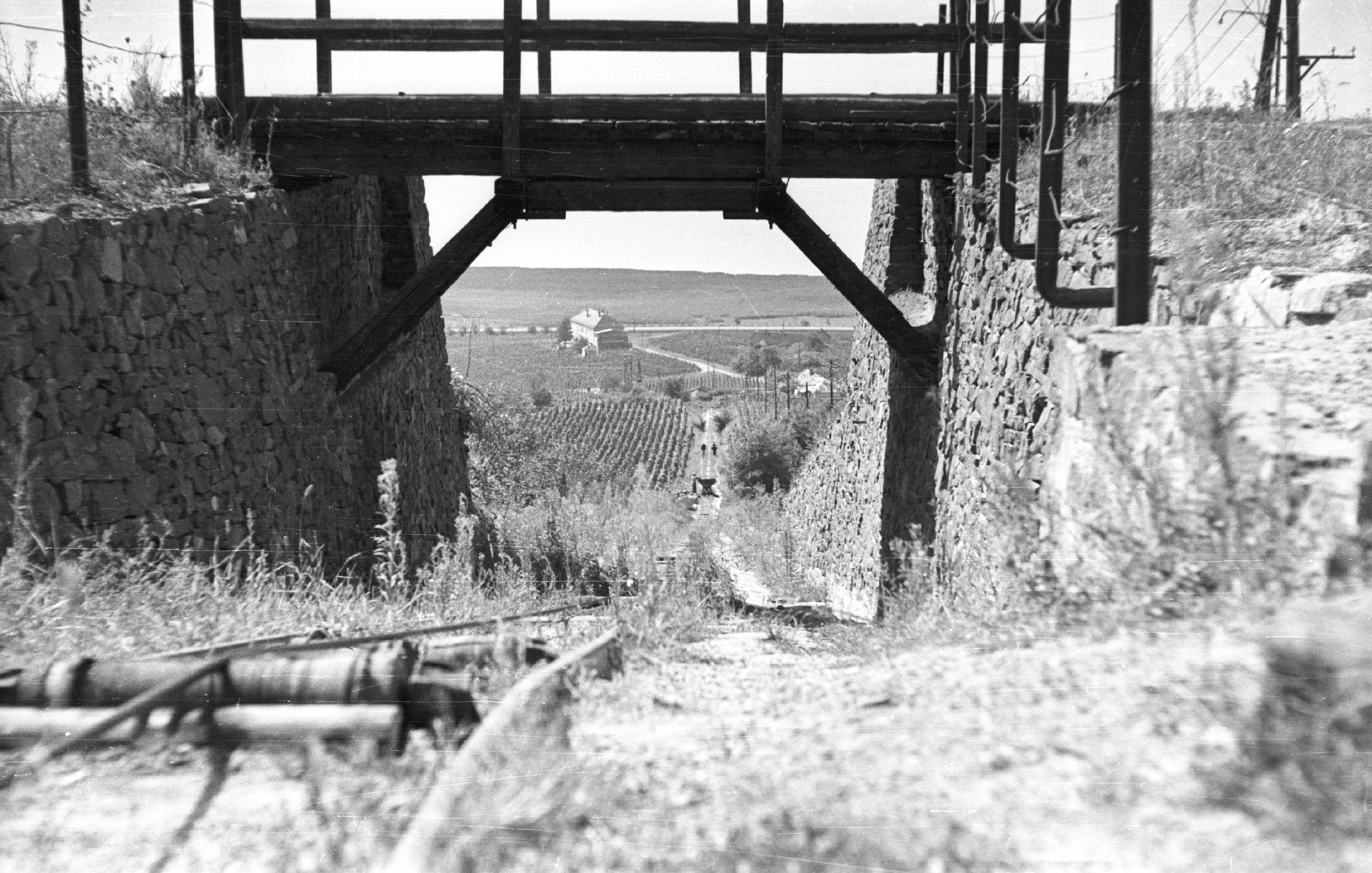
Kőszállító csille pályája a Badacsonyon 1959-ben

A Tapolcai-medence többi tanúhegyéhez hasonlóan a Badacsonyon is külszíni bazaltkitermelést végeztek az 1902 utáni évtizedekben, amely a természeti környezet maradandó károsodását okozta. A bányászok a hegyen 1928-ban kőkeresztet emeltek, amely ma is áll, „Szerencse fel” felirata pedig a bányászok emlékét őrzi. A bányászott bazaltot a háború utáni újjáépítés alatt jellemzően vasútépítéseknél alkalmazták.
Az 1950-es években kőbányáiban politikai foglyok is dolgoztak. A Rózsakőtől 10 perces sétával elérhető egy 1949-ben létesített munkatábor romja. Bacsó Péter 1967-es Nyár a hegyen című filmje e helyen játszódott, a 2000-es évekre azonban az épületegyüttes erősen romlásnak indult, napjainkban az épületek falai már csak nyomokban lelhetők fel. A munkatáborról kevés dokumentum maradt fenn, az azonban valószínű, hogy ide Kecskemétről szállítottak munkaszolgálatosokat, hogy a badacsonyi bazaltbányában dolgozzanak. A telep feloszlatásáról Nagy Imre 1953-ban rendelkezett, és azt 1954-ben számolták fel.

### A 20. század természetvédelmi eredményei
A magyarországi természetvédelem nagy sikere volt a badacsonytomaji kőfejtő bezárása, a fejtés leállítása. A hegyet az országban másodikként, 1965-ben tájvédelmi körzetté nyilvánították, ma a Balaton-felvidéki Nemzeti Park része.
Természeti, kulturális és tájhasználati történetét 4 km-es, 10 állomásból álló tanösvény ismerteti.

## Nevezetességei

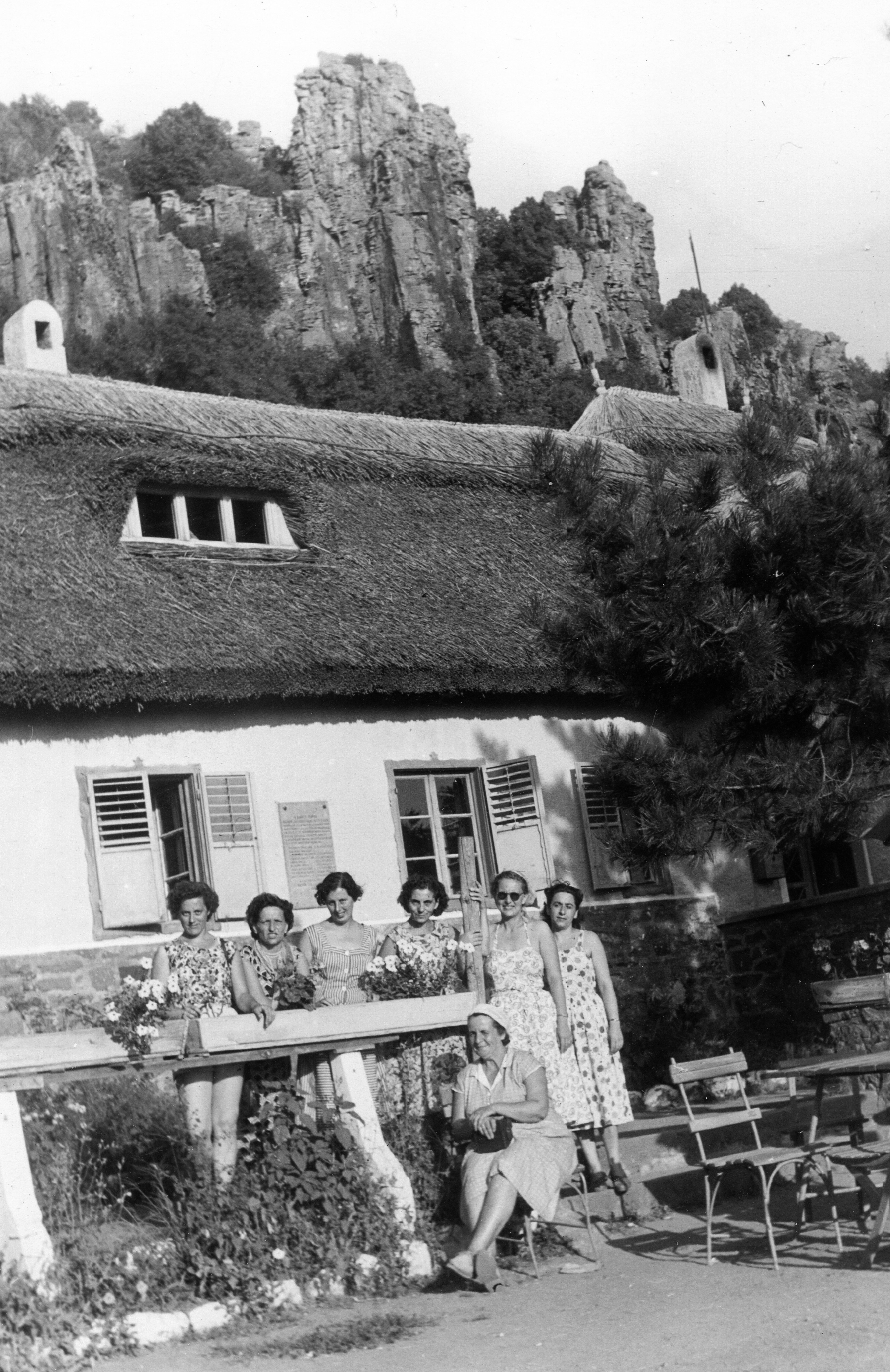
Vendégek a Rodostó-turistaházban 1960-ban

### Rózsakő
A Badacsony egy legendás kőképződménye, amely a Kisfaludy-ház közelében található. A lapos bazalttömb nevét Szegedi Rózáról kapta, aki a hagyományok szerint Kisfaludy Sándorral szokott rajta üldögélni.
A Rózsakőről egy 1957-ben Király Ferenc által nemesített szőlőfajtát neveztek el.

### Bujdosók lépcsője
Az 1936-ban épített, 464 darab termésbazalt lépcsőfokból álló lépcsősor a Kuruc-körút piros sáv jelzése és az Országos Kéktúra útvonala között halad a Badacsony nyugati oldalán. A hosszú lépcsősoron a kuruc kor fontos személyeinek (Zrínyi Ilona, Bercsényi Miklós, Mikes Kelemen, Csáky Krisztina, Lorántffy Zsuzsanna) emléket állító pihenőhelyeket alakítottak ki, a lépcsősor tetején áll a Cinka Panna-pihenőhely, maga a lépcső neve pedig a menekülésre késztetett kurucokra utal.
Közelében található a Tördemici-kilátó, amely szép kilátást nyújt a Szent György-hegyre.

### Rodostó-turistaház
A Magyar Turista Egyesület az 1935. évi Rákóczi-év apropóján, 1936-ban építette a magyaros stílusú turistaházat. A Badacsony oldalában, a nemestördemici kilátó alatt álló épületet Rákóczi Ferenc és bujdosótársai emlékének ajánlották, így kapta az a Rodostó nevet. 2011-ben az akkor 75 éves épületet felújították, nádtetejét újrarakták.

### Szent Donát-kápolna

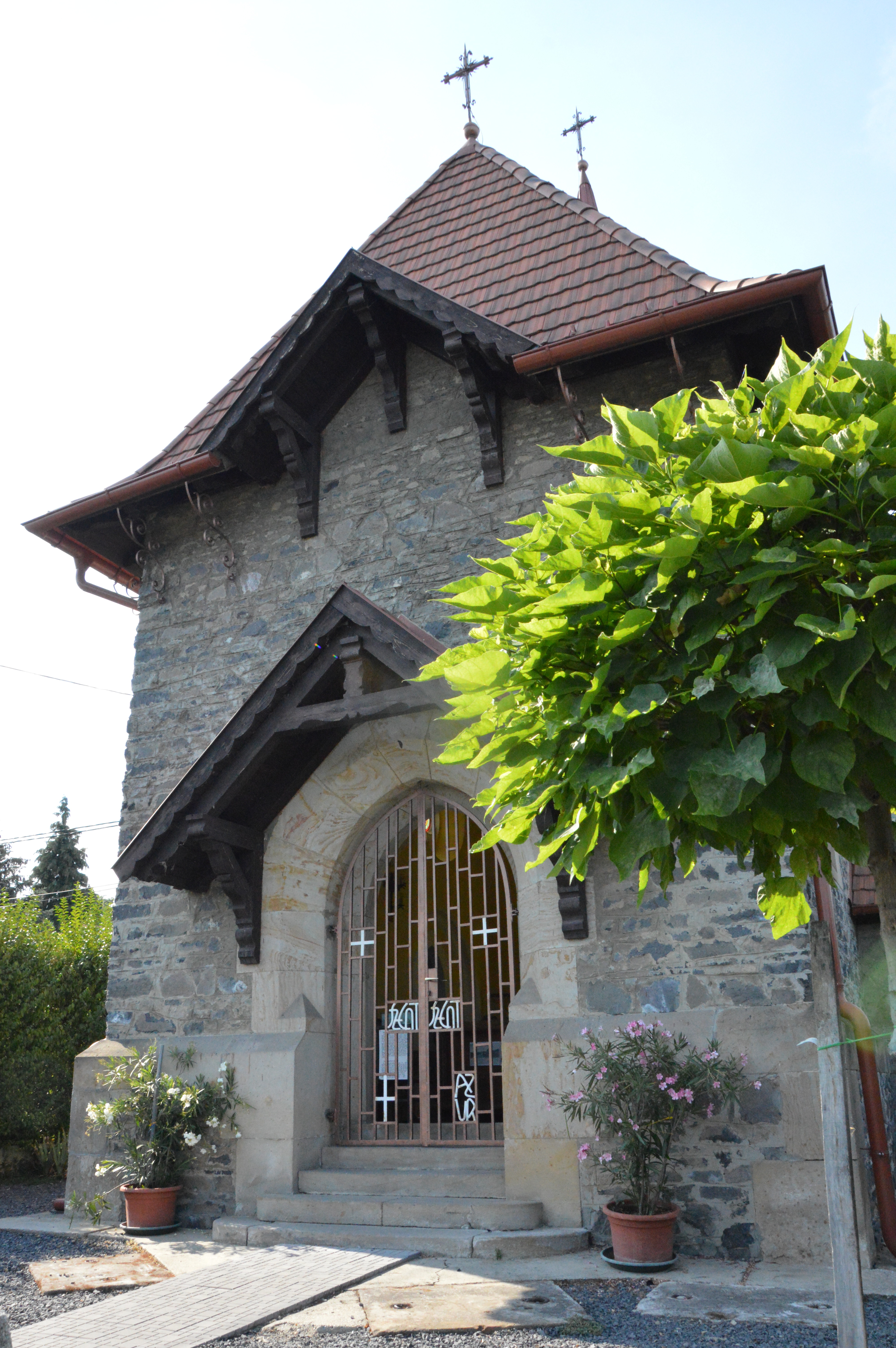
A bazaltból rakott Szent Donát-kápolna

A Badacsonytomaj területén álló, 1896-ban épült neogót stílusú kápolnát arezzói Szent Donátnak, a borvidékek védőszentjének ajánlották. Az épület Laczkovics Antal munkája. A bazaltból rakott épületben carrarai fehér márványból készült oltár áll. Helyén egykor egy barokk stílusú, 1778-ban felszentelt kápolna állt, amelyet 1890-ben elbontottak. Altemplomában badacsonyi és Badacsonyhoz kötődő személyiségek vannak eltemetve, így helyi plébánosok, egyetemi tanárok, valamint Laczkovicz Antal és felesége is.

### Kisfaludy-kilátó
A kilátó 438 méteres tengerszint feletti magasságon épült. 2011-ben lebontották az 1960-as években épült korábbi kilátót, és újat emeltek.

### Szegedy Róza-ház
A táj jellegzetes épülete a Szegedy-ház (későbbi népszerű nevén Szegedy Róza-ház), amelyet Mezőszegedi Szegedy Ignác építtetett 1795-96-ban. Az épület irodalomtörténeti jelentőségét lánya, Róza házassága adta Kisfaludy Sándorral.
A népi barokk stílusú épületegyüttes három részből áll: egy emeletes présházból, egy vincellérházból, illetve egy istállóépületből. A présház 19×9 méteres alapterületű, Balaton felé tájolt nádfedeles épület, amelynek udvari oldalán hat nyílásos árkádos folyosót, és egy ívesen kiugró lépcsőházat alakítottak ki. Emeletén négy gerendafödémes, egykor lakófunkciókat ellátó terem található. A folyosó közepén jellegzetes íves erkélyt alakítottak ki. Az épület földszintjén két nagyobb boltozott terem található: a boltozott pince és a présház, emellett két kisebb raktárhelyiséget is kialakítottak itt.
A présház mellett álló egyszintes vincellérház szerényebb, parasztházra emlékeztető kialakítású épület szabadkéményes konyhával, két oldalán egy-egy szobával és kamarával.
Felújítását a magyarországi műemlékvédelem első munkái között, 1953-ban végezték, ekkor alakítottak ki benne kiállítást. 1990-ben újabb felújítás és a kiállítás átrendezése történt meg.

### Kisfaludy-ház
A népi barokk épület egykor Kisfaludy Sándor présháza volt, ma a korhűen felújított épülete teraszos, panorámás étteremként működik.

### II. János Pál-kápolna és a Klastrom-kút
A 13. századtól a hegyen egy pálos kolostor működött. A Szent Imrének szentelt kolostor alapítója és alapítási éve ismeretlen. Pázmány Péter 1266-ra keltezte, azonban valószínűleg korábban is fennállhatott. A kolostor egyike a veszprémi egyházmegyében keletkezett első hét ilyen épületegyüttesnek, amit alátámaszt, hogy Pál veszprémi püspök 1263-as oklevelében már létező remetetelepként említi. További alapot szolgáltat e feltevésnek, hogy a Vitae Fratrum 1313-ban említ egy adományozást: ebben az évben Gulácsi Ladomér fiai egy szőlőt adományoztak a hegy oldalában  barátoknak.
Szerelmey Miklós 1851-ben megemlíti a még fellelhető romokat, amelyek később valószínűleg feledésbe merültek és elpusztultak, ugyanis 1888-ban Ádám Iván már csak a Klastrom-kút neve alapján azonosította a helyszínt. Felmérése alapján két különálló épületrészből állhatott a kolostor délen templommal, északon és nyugaton gazdasági és lakóépülettel. Fehérváry Rudolf és Guzsik Tamás 1977-ben terepbejárást végzett, amikor megállapították a kolostor teljes pusztulását. Az átépítésekre utaló nyomok hiánya miatt valószínűsítik, hogy már igen korán, akár a török dúlás első időszakában felhagyhatták az épületegyüttest, ami azóta indulhatott a teljes pusztulásnak.
A 200 méteres szintmagasságon fakadó Klastrom-kút mellett ma szabadtéri szentély, és II. János Pál pápa emlékére szentelt kis kápolna áll. A 2005-ben elhunyt Karol Wojtyla egész alakos képe a Badacsonyhoz és környezetéhez sok szállal kötődő Udvardi Erzsébet festőművész alkotása.

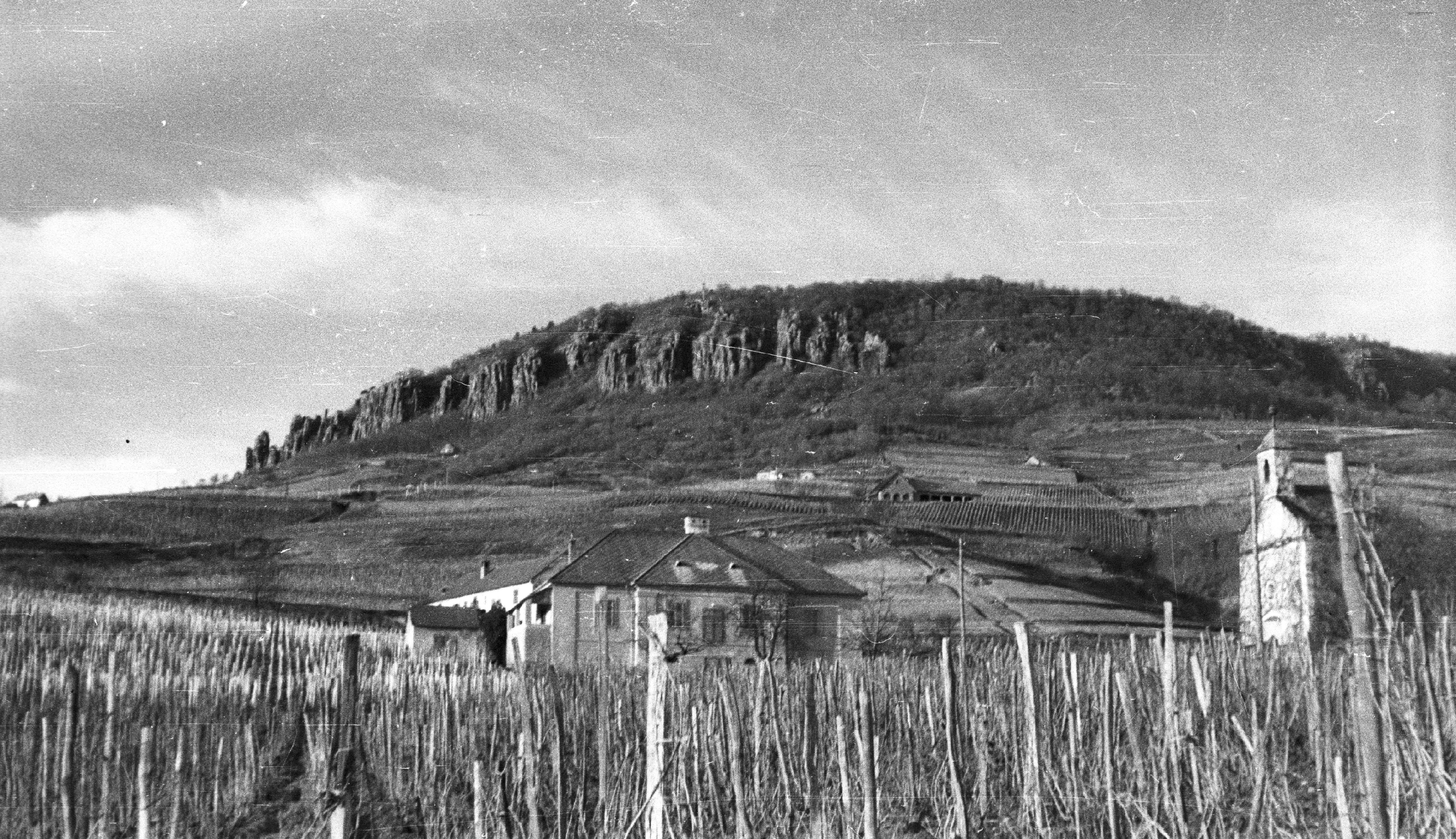
A Szent Anna-kápolna 1960-ban, háttérben a Bormúzeum és a Badacsony

### Szent Anna-kápolna
A hegy déli lejtőjén, a szőlőbirtokok közt áll a Szentgyörgyi Horváth Zsigmond által 1789-ben építtetett kápolna. Az épület alapkövét ez év november 9-én rakta le Parraghy Imre szentbékkállai plébános. A templom sajátos berendezését jellemzi, hogy a padok a fal íves boltozata alatt, hosszanti irányban, és egymással szemben helyezkednek el.
A kápolnát 1800-as évek közepétől a Kisfaludy-család kezelte. A templom kriptáját 1884-ben építették, ahol később a birtokos családok és más környékbeliek nyughelyét alakították ki. A kápolna később az Ányos-család birtokába került, akik 1945-ig gondozták, 1929-ben végeztek nagyobb léptékű felújításokat. 2002-ben bázeli magyar emigránsok segítségével újból felújítás kezdődött, amelynek fő eredménye az állagmegóvás, a tető felújítása és a templom újranyitása volt. Az oltárt és az oltárképet 2004-ben restaurálták, az elkészült templomban 2005. július 23-án tartott szentmisét a veszprémi érsek.
A kápolna ma a badacsonytomaji plébániához tartozik, évente tartanak benne szentmisét az Anna naphoz legközelebb eső szombaton.

## Legendái

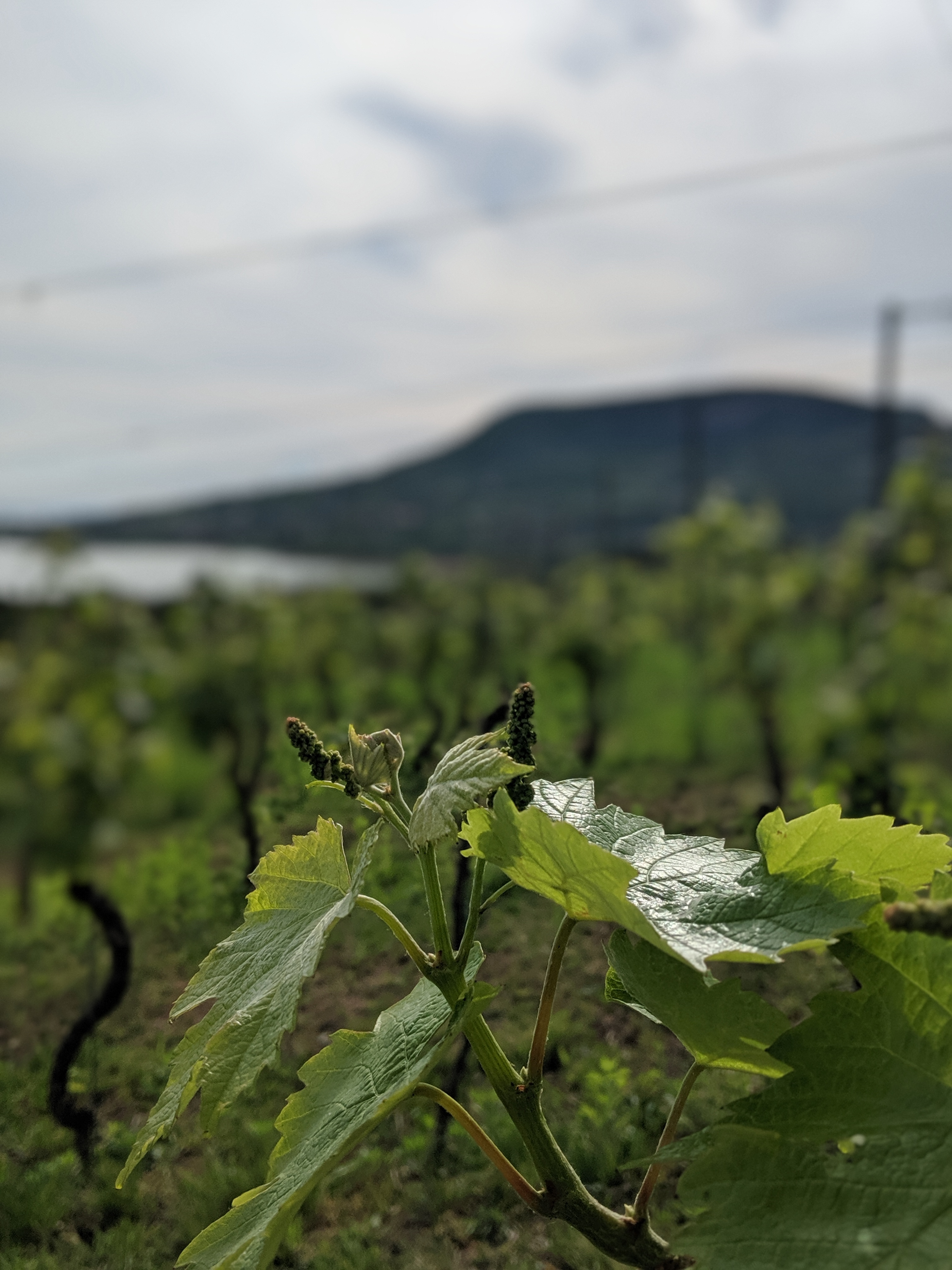
Badacsonyörsi szőlővirágzás

A Badacsony a romantika előtt és alatt népszerű vidéki helyszín, művészek találkozóhelye volt, illetve a helyi szüretek fontos társadalmi eseménynek számítottak. E kor jellegzetessége szerint legendák alakultak a hegyről és környezetéről, neves lakóiról és látogatóiról.

### A szürkebarát legendája
A szürkebarátok legendája a szőlészethez és a hegyen egykor élő pálos szerzetesekhez kapcsolódik. A legenda szerint a 13–14. században számos nyugati rend küldött szerzeteseket Magyarországra, és egy alkalommal a felsőtomaji pálos szerzetesrendhez francia szerzetesek látogattak. A történet szerint a francia szerzetesek kedvenc szőlőjük, a pinot gris néhány vesszőjét is magukkal hozták. A szőlővesszőket a Badacsony oldalában nagy gonddal elültették, de mivel ez a szőlő sok gondozást igényelt, idejük nagy részét a hegyoldalon töltötték, s eközben fehér ruhájuk rendre bepiszkolódott. Amikor a munkából hazafelé tartottak, a helyiek látva ezt így szóltak: jönnek a hegyről a szürke barátok. A badacsonyi szürkebarát eredetét illetően a legenda egy másik változata annyi említést tesz, hogy azt a szerzetesek azért honosították meg a környéken, mert olyan szőlőt kerestek, amely cukor hozzáadása nélküli is kellemes bort ad minden évben. A miseborhoz ugyanis nem szabad cukrot adni. Erről szól egy legenda, az viszont tény, hogy a Szürkebarát elnevezés a Bortörvényben a II. világháborúig nem fordul elő. A Szürkebarát szó, mint bornév megalkotása, megszületése a XX. század harmincas éveiben történt, a Badacsonyi Eszterházy szőlőbirtokon, annak elismert tiszttartója, Krassay Vilmos úr érdemi bábáskodása mellett.[forrás?]

### A Rózsakő legendája
A Kisfaludy Sándor és Szegedi Róza szerelme körül kialakult legendák egyike a Rózsakőhöz kapcsolódik, miszerint „Hogyha egy leány meg egy legény ráül a kőre, háttal a Balatonnak, egymás kezét fogva, még abban az évben egymáséi lesznek. De az is elég, ha a leány ül a kőre háttal a tónak, rágondol szerelmesére és felsóhajt. Akire gondol, annak a szíve érte fog dobogni.”